# Wapen van Leersum
Het wapen van Leersum werd op 29 mei 1883 verleend door de minister van Justitie. Per 2006 ging gemeente Leersum op in de gemeente Utrechtse Heuvelrug. Het wapen van Leersum is daardoor definitief komen te vervallen als gemeentewapen. In het wapen van Utrechtse Heuvelrug is de zuil overgenomen.

## Blazoenering
De blazoenering van het wapen luidde als volgt:
Een schild van keel, met drie zuilen van goud, geplaatst twee en een, met een barensteel van hetzelfde.
De heraldische kleuren zijn keel (rood) en  goud (goud of geel). Niet afgebeeld, maar wel te zien in het boek van de Hoge Raad van Adel is het randschrift Gemeentebestuur van Leersum.

## Geschiedenis
Het wapen is samengesteld uit de zuilen van de heerlijkheid Zuylenstein en de barensteel van de ridderhofstad Zuylenstein.

## Verwante wapens

Wapen van Nassau-Zuylestein
wapen van Zuylenstein
Wapen van Utrechtse Heuvelrug